# ابدال (مارتونی)
آبدال (به ارمنی: Աբդալ، به لاتین: Abdal) در جمهوری آرتساخ است که در استان مارتونی واقع شده‌است.